# Andrographis lawsonii
Andrographis lawsonii är en akantusväxtart som beskrevs av James Sykes Gamble. Andrographis lawsonii ingår i släktet Andrographis och familjen akantusväxter. Inga underarter finns listade i Catalogue of Life.